# Großenbuch
Großenbuch ist ein Gemeindeteil des Marktes Neunkirchen am Brand im Landkreis Forchheim (Oberfranken, Bayern).

## Geografie
Das Kirchdorf im Erlanger Albvorland liegt etwa zweieinhalb Kilometer ostnordöstlich des Ortszentrums von Neunkirchen auf 354 m ü. NHN.

## Geschichte
Großenbuch wurde im Jahr 1374 zum ersten Mal urkundlich erwähnt. Bis zum Beginn des 19. Jahrhunderts unterstand der Ort der Landeshoheit von reichsunmittelbaren Adeligen, die sich in dem zum Fränkischen Ritterkreis gehörenden Ritterkanton Gebürg organisiert hatten. Die Dorf- und Gemeindeherrschaft übten die Freiherrn von Egloffstein-Kunreuth aus. Die Hochgerichtsbarkeit stand dem zum Hochstift Bamberg gehörenden Amt Neunkirchen als Centamt unter Einschränkung der Limitierten Cent zu. Als die reichsritterschaftlichen Territorien in der Fränkischen Schweiz infolge des Reichsdeputationshauptschlusses mediatisiert wurden, wurde Großenbuch unter Bruch der Reichsverfassung am 1. November 1805 vom Kurfürstentum Pfalz-Baiern annektiert. Mit dieser Übernahme wurde der Ort ein Teil der bei der „napoleonischen Flurbereinigung“ in Besitz genommenen neubayerischen Gebiete, was im Juli 1806 mit der Rheinischen Bundesakte nachträglich legalisiert wurde.
Durch die Verwaltungsreformen zu Beginn des 19. Jahrhunderts im Königreich Bayern wurde Großenbuch mit dem Zweiten Gemeindeedikt 1818 eine Ruralgemeinde. Im Zuge der Gebietsreform in Bayern wurde Großenbuch am 1. Januar 1972 in den Markt Neunkirchen eingegliedert.

## Verkehr
Die von Neunkirchen kommende FO 28 führt am westlichen Ortsrand von Großenbuch vorbei und verläuft über das Hetzlasgebirge weiter nach Rödlas. Der ÖPNV bedient das Dorf an einer Haltestelle der Buslinie 211 des VGN. Die nächstgelegenen Bahnhöfe befinden sich in Erlangen an der Bahnstrecke Nürnberg–Bamberg und in Eschenau an der Gräfenbergbahn.

## Baudenkmäler

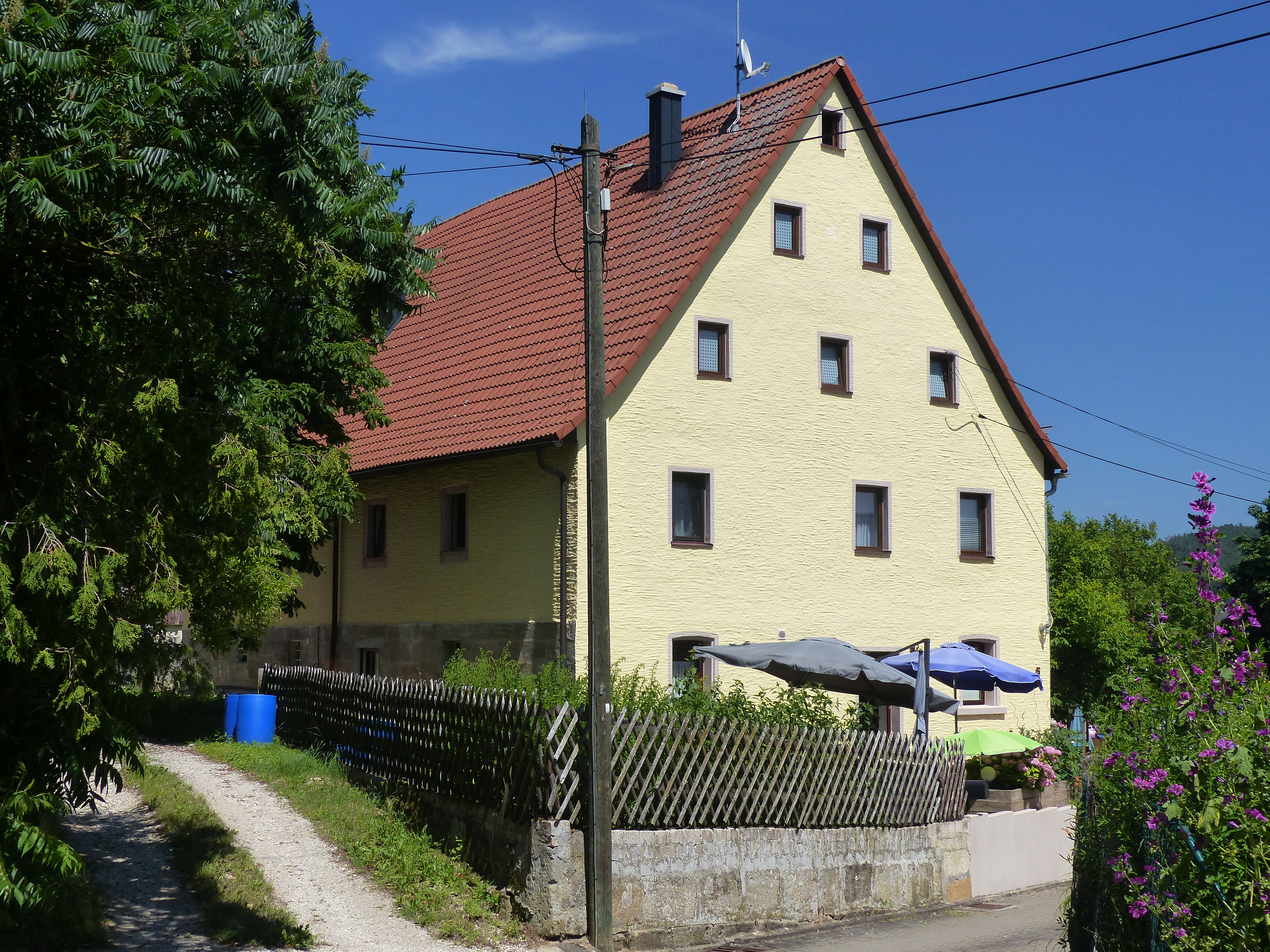
Aus der zweiten Hälfte des 19. Jh. stammendes Bauernhaus

In und um Großenbuch gibt es 20 denkmalgeschützte Bauwerke. Darunter sind eine Kirchengebäude, eine Kapelle und mehrere Bauernhäuser.